# Palazzo Tantucci
Pour les articles homonymes, voir Tantucci.
Le Palazzo Tantucci est un palais citadin de Sienne, situé via Montanini, avec une façade  qui donne sur la  piazza Salimbeni, en face du  Palazzo Spannocchi. 

## Histoire
Commandé par Mariano Tantucci à  Bartolomeo Neroni dit Le Riccio, sa construction date du milieu du XVIe siècle. Initialement de style maniériste, il fut restructuré au XIXe siècle et intégré précisément en 1868 avec les autres palais de la place comme siège et bureaux de la Monte dei Paschi di Siena, banque historique de la cité.